# 메시 망

부분 메시 네트워크의 그림. 완전 메시 네트워크는 각 노드가 네트워크의 다른 모든 노드에 연결되어 있다.

메시 망 또는 메시 네트워크(mesh network)는 각각의 노드가 네트워크에 대해 데이터를 릴레이하는 네트워크 토폴로지이다. 모든 메시 노드들은 네트워크 내의 데이터 분산에 협업한다. 무선과 유선망에 모두 적용이 가능하다. Mesh와 network 모두 그물, 망이라는 뜻이다.
무선 메시 네트워크는 무선 애드혹 네트워크의 일종으로 간주할 수 있다. 그러므로 무선 메시 네트워크들은 모바일 애드혹 네트워크(MANETs)와 밀접하게 관련되어 있다. MANETs가 특정 메시 네트워크 토폴로지에 국한되지는 않지만 무선 애드혹 네트워크나 MANETs는 어떠한 형태의 네트워크 토폴로지라도 취할 수 있다.

## 유형

### 유선 메시
최단 경로 브리지(Shortest path bridging)는 이더넷 스위치들이 메시 토폴로지 안에 연결될 수 있게 하며, 또 모든 경로가 활성화될 수 있게 한다.

## 같이 보기
- 분산 파일 시스템
- IEEE 802.1aq
- IQRF
- OLSR
- 신장 트리 프로토콜

### 응용
- 애드혹 망
- 무선 메시 망

### 기타 토폴로지
- 버스 네트워크